# Nerea Pena
Nerea Pena Abaurrea (ur. 13 grudnia 1989 roku w Pampelunie) – hiszpańska piłkarka ręczna, reprezentantka kraju, rozgrywająca.

## Sukcesy

### reprezentacyjne
- Mistrzostwa Europy:
  -  2014

### klubowe
- mistrzostwo Hiszpanii:
  -  2009, 2010
- puchar Królowej:
  -  2010
- superpuchar Hiszpanii:
  -  2010
- puchar EHF:
  -  2009

## Nagrody indywidualne
- 2010: najlepsza lewa rozgrywająca mistrzostw Europy (Dania i Norwegia)